# Clostridium aceticum
Clostridium aceticum ist eine Bakterienart. Das Bakterium kann Kohlendioxid (CO2) zur Energiegewinnung nutzen. Dabei wird Essigsäure (Acetat) gebildet, man spricht von der Acetogenese, darauf bezieht sich auch der Artname. Der Stoffwechsel ist hierbei chemolithoautotroph, es werden keine organischen Stoffe zur Energie- und Zellbildung benötigt. Das Bakterium kann allerdings auch mit Nutzung von Kohlenhydraten chemoorganotroph wachsen.

## Merkmale
Clostridium aceticum ist stäbchenförmig und beweglich durch eine peritriche Begeißelung. Die Zellgröße liegt bei 0,3-1,0 μm × 4,0- 8,0 μm. Es toleriert keinen Sauerstoff, es ist anaerob. Mit Fructose als Substrat können die Zellen bis zu 40 μm lang werden. Die Sporen sind rund und liegen endständig. Die Sporenbildung lässt sich am besten bei einer Kultur auf Fructose-Agar-Medium nach 2 Tagen Inkubation beobachten. Das Wachstum erfolgt im Temperaturbereich von 25-37 °C mit einer optimalen Wachstumstemperatur von 30 °C. Bei 45 °C findet nur noch geringes Wachstum statt. Das Wachstum erfolgt im pH-Bereich von 7,5-9,5 mit einem Optimum für autotrophes Wachstum bei 8,3.
Der Gram-Test verläuft positiv, Clostridium aceticum zählt zu den grampositiven Bakterien.

## Stoffwechsel
Clostridium aceticum kann unter Sauerstoffausschluss (anaerob) mit Hilfe von CO2 und H2 zur Energiegewinnung chemolithoautotroph wachsen und bildet aus diesen Substraten Essigsäure (Acetat). Dieser Vorgang wird als  Acetogenese bezeichnet. Kohlenstoffdioxid (CO2) wird hierbei zu Acetat reduziert, H2 dient als Elektronenspender. Da von Clostridium aceticum hierbei nur Acetat als Stoffwechselendprodukt gebildet wird, spricht man hierbei von der Homoacetogenese, bzw. von homoacetogenen Bakterien. Dieser Stoffwechselweg ist chemolithoautotroph, da als Kohlenstoffquelle für den Aufbau von eigener Zellsubstanz ebenfalls CO2 genutzt wird und dazu kein Kohlenstoff aus organischen Verbindungen (organischer Kohlenstoff) benötigt wird. Über den reduktiven Acetyl-CoA-Weg (auch als Wood-Ljungdahl-Weg bezeichnet) wird hieraus organische Substanz für den weiteren Stoffwechsel und das Wachstum gebildet. Zur Acetogenese fähigen Bakterien zählen zum größten Teil grampositive Bakterien, wie neben Clostridium aceticum z. B. noch Moorella thermoacetica und Acetobacterium woodii.
C. aceticum ist auch in der Lage, Kohlenstoffmonoxid (CO) zu nutzen. Kohlenstoffmonoxid dient hierbei, wie auch CO2, als einzige Kohlenstoff- und Energiequelle für die chemolithoautotrophe Kohlenstofffixierung. Allerdings zeigt es wenig Toleranz gegenüber hohen CO-Konzentrationen.
Die Art kann auch chemoorganotroph wachsen, hierbei werden verschiedene  organische Substanzen genutzt, wie z. B. Fruktose, Ribose, Glutamat, Fumarat, Malat und Ethanol. CO2 wird in der Gegenwart von organischen Stoffen nicht genutzt. Gluconsäure wird zu Pyruvat fermentiert. Glycerinaldehyd-3-phosphat (G3P) kann durch einen modifizierten Entner-Doudoroff-Weg genutzt werden. Atmosphärischer Stickstoff wird fixiert (Stickstofffixierung).

## Systematik
Clostridium aceticum zählt zu den Firmicutes und hier zu der Familie Clostridiaceae. Die Art wurde 1940 von Wieringa erstbeschrieben. Der beschriebene Fund stammte aus Kanalschlamm in Wageningen, Niederlande. Nach dem Zweiten Weltkrieg schien es so, dass der Stamm verloren gegangen war. Im Jahr 1981 wurde er jedoch in einer Laborkultursammlung in Kalifornien wiedergefunden. Das Bakterium wurde zu dieser Zeit auch in Wageningen erneut isoliert.
C. aceticum war die erste entdeckte Art, die unter Sauerstoffausschluss, also unter anaeroben Bedingungen mit Nutzung von CO2 und H2 autotroph wachsen kann.

## Ökologie
Clostridium aceticum ist anaerob und kommt in Klärschlamm und Boden vor.

## Technische Nutzung
Clostridium aceticum wird für Produktion von Essigsäure (Acetat) genutzt. Essigsäure wird in der Industrie u. a. für die Herstellung von Vinylacetat und Essigsäureanhydrid eingesetzt. Außer C. aceticum werden noch Moorella thermoacetica (früher als Clostridium thermoaceticum bezeichnet) und Acetobacterium woodii für die Produktion von Acetat und auch Calcium-Magnesium-Acetat genutzt

## Weiterführende Literatur
- An-Ping Zeng, Nico J. Claassens: One-Carbon Feedstocks for Sustainable Bioproduction Springer, Cham 2022, ISBN 978-3-031-06854-6. doi:10.1007/978-3-031-06854-6